# Porta Senese (Scarlino)
Porta Senese, nota anche come Porta della Fonte, è una porta cittadina che si apre lungo le mura di Scarlino, che delimitano l'omonimo borgo. La sua ubicazione è lungo il tratto orientale della cinta muraria, lungo via Gorizia.
Risalente al 1255 come indicato in una lapide ivi collocata, la porta si apre lungo un tratto di cortina muraria, presentandosi interamente rivestita in pietra, con modanatura presente su entrambi i lati che conserva gli stipiti sui quali trova appoggio l'ampio arco a tutto sesto con cui culmina alla sommità, rimasto privo nel corso del tempo del soprastante tratto di cortina muraria in pietra.
Sul lato eterno della porta è collocata una lapide con iscrizione che ricorda un avvenimento del 27 gennaio 1379, durante il quale gli abitanti di Scarlino si schierarono davanti alla porta per impedire il transito dell'imperatore Carlo IV di Boemia, che con la corte al seguito si stava recando da Siena a Pisa: la resistenza della popolazione al sovrano fu indotta dall'eccessiva imposizione fiscale che gravava all'epoca sugli Scarlinesi.